# Ioannis Georgiadis
Ioannis Georgiadis (řecky: Ιωάννης Γεωργιάδης, 24. března 1876, Tripoli - 20. března 1960) byl řecký šermíř, účastník letních olympijských her v roce 1896 v Athénách a v roce 1924 v Paříži, olympijský vítěz z Athén v roce 1896 v šermu šavlí. Účastnil se též vložených her v roce 1906, které však nejsou řazeny do novodobých olympijských her.

## Olympijské hry 1896
Na hrách v roce 1896 Georgiadis soutěžil v disciplíně šavle. V pětičlenném startovním poli Georgiadis nejprve prohrál s Schmalem 0-3, ale po příchodu královské rodiny došlo k opakování soutěže a Georgiadis vyhrál všechny čtyři souboje, když postupně porazil Georgia Iatridise, Adolfa Schmala, Telemacha Karakala a Holgra Nielsena a celou soutěž vyhrál.

## Olympijské hry 1924
V roce 1924 se účastnil olympijských her v Paříži v šermířských soutěžích šavle jednotlivci a šavle družstva. V jednotlivcích dosáhl v prvním kole pouze 1 vítězství a byl 6x poražen, v družstvech řecký tým prohrál v prvním kole s Itálií 2-14 a Československem 6-10.
Později (1912) se stal profesorem soudního lékařství a toxikologie na lékařské škole v Athénách. V letech 1918 až 1936 byl s přestávkami předsedou Řeckého olympijského výboru.